# بطولة أمريكا الجنوبية لألعاب القوى 1954
بطولة أمريكا الجنوبية لألعاب القوى 1954 هي النسخة الـ 18 من بطولة أمريكا الجنوبية لألعاب القوى. أقيمت في ساو باولو بالبرازيل. تصدرت البرازيل جدول الميداليات برصيد 49 ميدالية منها 18 ذهبية.

## جدول الميداليات
| الترتيب | منتخب      | ذهبية | فضية | برونزية | المجموع |
| ------- | ---------- | ----- | ---- | ------- | ------- |
| 1       | البرازيل   | 18    | 15   | 16      | 49      |
| 2       | تشيلي      | 7     | 12   | 10      | 29      |
| 3       | بيرو       | 2     | 1    | 0       | 3       |
| 4       | الأوروغواي | 2     | 0    | 1       | 3       |
| 5       | فنزويلا    | 1     | 2    | 3       | 6       |
| 6       | كولومبيا   | 1     | 1    | 0       | 2       |